# Die Bergretter/Staffel 7
Die siebte Staffel der Fernsehserie Die Bergretter des ZDF umfasst sechs 90-minütige Episoden. Die Staffelpremiere der deutsch-österreichischen Koproduktion war am Donnerstag, dem 5. November 2015 im ZDF. Das Staffelfinale wurde am 10. Dezember gesendet. Sie wurden wie schon die der vorigen Staffel donnerstags zur Hauptsendezeit, um 20:15 Uhr, erstausgestrahlt.

## Episodenliste
| Nr. (ges.) | Nr. (St.) | Titel                     | Regie               | Drehbuch        | Gäste | Premiere D    | Zuschauer ges.     | Zuschauer (14–49 J.) |
| ---------- | --------- | ------------------------- | ------------------- | --------------- | --- | ------------- | ------------------ | -------------------- |
| 39         | 1         | Kein Weg zurück           | Jorgo Papavassiliou | Timo Berndt     | Julia-Maria Köhler: Lisa Meixner Mike Hoffmann: Lorenz Meixner Paul Faßnacht: Rupert Meixner Noah Kraus: Florian Meixner | 5. Nov. 2015  | 4,59 Mio. (14,5 %) | 0,53 Mio. (4,8 %)    |
| 40         | 2         | Mutterseelenallein        | Jorgo Papavassiliou | Jens Maria Merz | Gisa Zach: Karin Junker Tamara Graser & Laura Graser: Martha Meier Jaschka Lämmert: Tina Meier Maximilian Held: Simon Junker Wolfgang Hundecker                                                                                | 12. Nov. 2015 | 5,11 Mio. (16,5 %) | 0,70 Mio. (6,6 %)    |
| 41         | 3         | Auf der Kippe             | Tom Zenker          | Timo Berndt     | Natalie Avelon: Silke zu Hanstedt Michaela Rosen: Johanna Marquart | 19. Nov. 2015 | 4,06 Mio. (12,6 %) | (6,2 %)              |
| 42         | 4         | Zwischen Himmel und Hölle | Tom Zenker          | Jens Maria Merz | Christoph von Friedl: Axel Anjorka Strechel: Tina Robert Josef Bartl Antonia Wiedemann: Hanna Hofer Dustin Raschdorf: Lukas Hofer                                                                                              | 26. Nov. 2015 | 4,69 Mio. (14,4 %) | (7,0 %)              |
| 43         | 5         | Losgetreten               | Dirk Pientka        | Timo Berndt     | Paulina Rümmelein: Miriam Winkler Lilian Prent: Alexandra Marbracht Ingo Naujoks: Jochen Winkler Susanne Michel: Sonja Marbach Ursula Buschhorn: Thea Winkler Tobias Ofenbauer                                                 | 3. Dez. 2015  | 4,79 Mio. (15,5 %) | n/a                  |
| 44         | 6         | Atemlos                   | Dirk Pientka        | Jens Maria Merz | Hanna Lütje: Julia Siebental Robert Schupp: Tom Reitlechner Christian Dolezal: Georg Fürth Anna Brüggemann: Sandra Meierling Christine Döring: Isabel Reitlechner Dustin Raschdorf: Lukas Hofer Antonia Wiedemann: Hanna Hofer | 10. Dez. 2015 | 4,73 Mio. (15,0 %) | n/a                  |